# Osage (fiume)

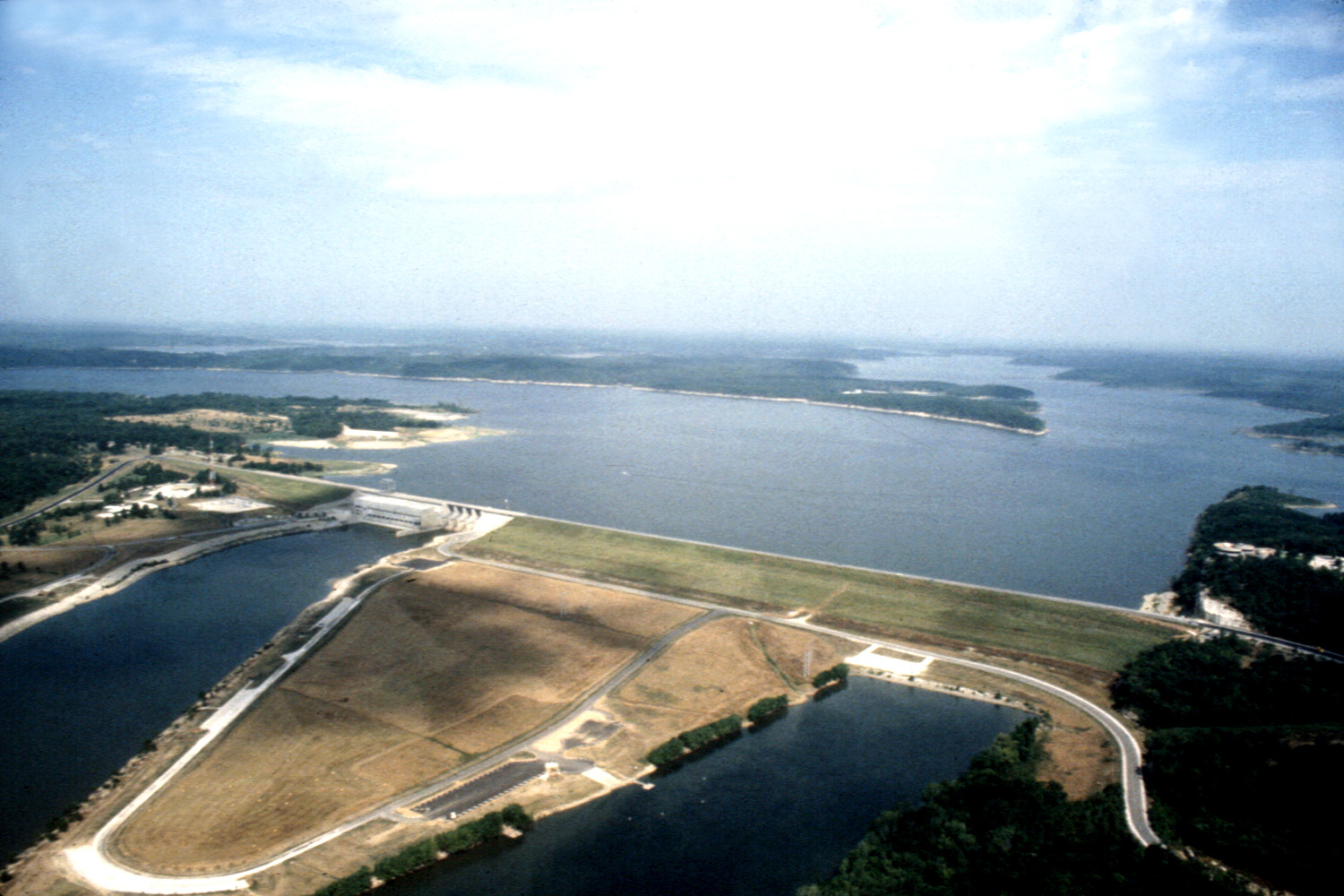
Diga Truman sul fiume Osage presso Warsaw

L'Osage è un fiume del Missouri negli Stati Uniti, affluente di destra del fiume Missouri, lungo 444 km (276 miglia).

## Il corso del fiume
Il fiume è formato dalla confluenza del Marais des Cygnes e del Little Osage presso la città di Nevada nella zona centro-orientale del Missouri. Secondo alcuni riferimenti il Marais des Cygnes viene considerato parte integrante dell'Osage di cui costituirebbe il tratto iniziale. In questo caso la lunghezza del fiume sarebbe di 793 Km (493 miglia).
Nella parte iniziale il fiume scorre in direzione est attraversando la zona settentrionale dell'Altopiano d'Ozark. Il suo corso è soggetto a due sbarramenti. Il primo si trova presso Warsaw, nella contea di Benton, e forma il lago artificiale di Truman. Il secondo sbarramento è costituito dalla diga di Bagnell, presso Lakeside nella contea di Miller, che forma il lago degli Ozarks. Successivamente il fiume scorre in direzione nord-est fino ad incontrare il Missouri in cui confluisce presso Osage City a circa 24 km a est di Jefferson City.
La portata media misurata vicino a St Thomas nella Contea di Cole, riferita al periodo 1931-1996 è di 308 m³/s. Il dato varia fra un minimo di 151 m³/s nel mese di agosto, ad un massimo di 487 m³/s nel mese di maggio.

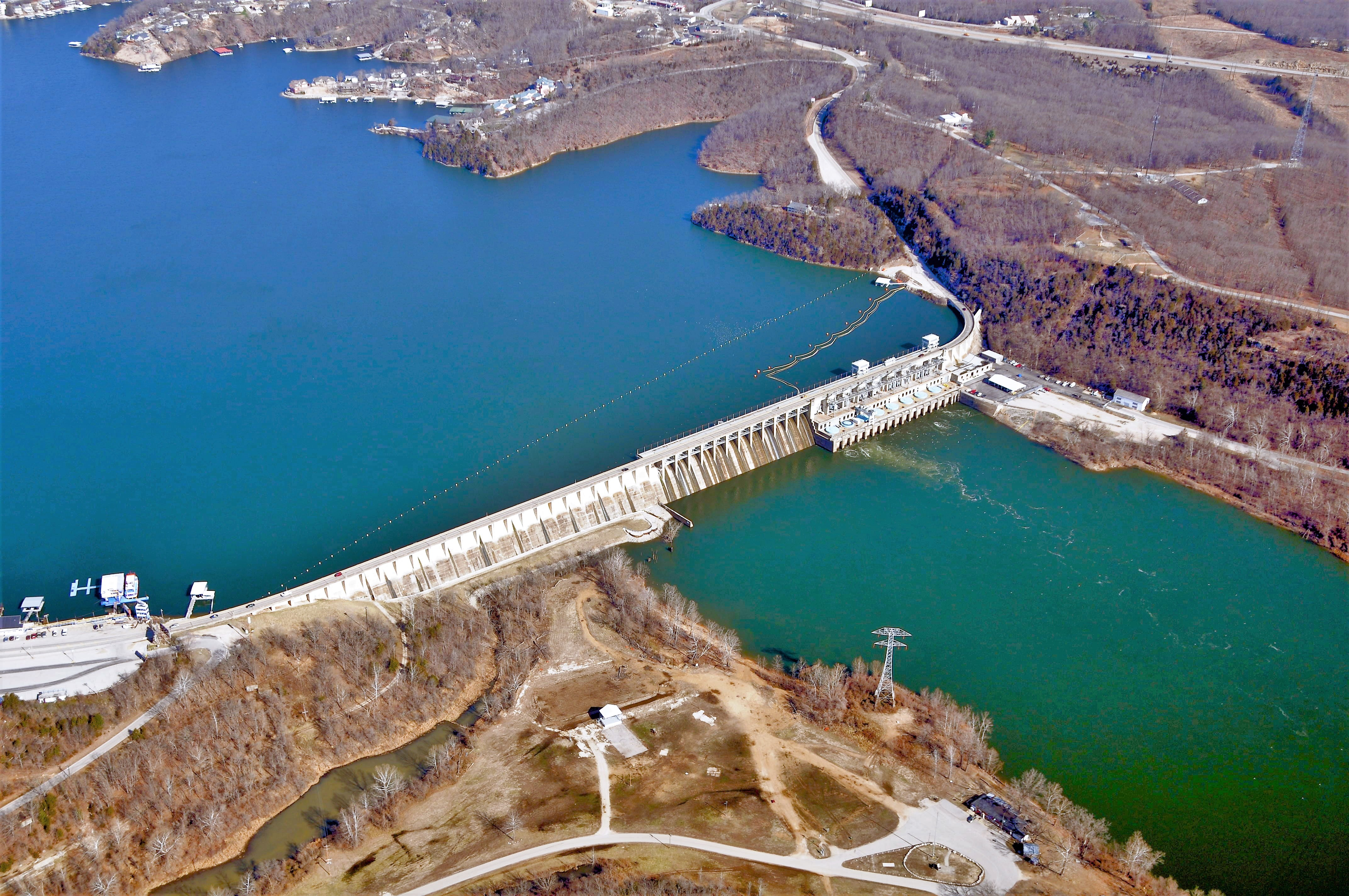
Diga di Bagnell sul fiume Osage presso Lakeside

I principali affluenti dell'Osage sono:
- riva sinistra
  - Marais des Cygnes
  - South Grand river
  - Gravois Creek
- riva destra
  - Little Osage
  - Sac river
  - Pomme de terre river
  - Niangua river
  - Grandglaize Creek